# Wolfgang Paul (piłkarz)
Wolfgang Paul (ur. 25 stycznia 1940 w Olsbergu) – niemiecki piłkarz występujący na pozycji obrońcy.

## Kariera klubowa
Paul jako junior grał w klubach TuS Bigge 06 oraz VfL Schwerte. W 1961 roku trafił do Borussii Dortmund. W jej barwach zadebiutował 6 sierpnia 1961 w przegranym 0:4 meczu Oberligi West z Westfalią Herne. W 1963 roku dotarł z klubem do finału Pucharu Niemiec, gdzie Borussia uległa 0:3 Hamburgerowi SV. Od początku sezonu 1963/1964 Paul rozpoczął z Borussią starty w Bundeslidze. Zadebiutował w niej 9 listopada 1963 w wygranym 3:1 meczu z 1. FC Nürnberg. W 1965 roku zdobył z zespołem mistrzostwo Niemiec. 19 stycznia 1966 w wygranym 3:0 spotkaniu z Eintrachtem Frankfurt strzelił pierwszego gola w trakcie gry w Bundeslidze. W 1966 roku wywalczył z Borussią wicemistrzostwo Niemiec. W tym samym roku zdobył z nią Puchar Zdobywców Pucharów. W 1971 roku zakończył karierę.

## Kariera reprezentacyjna
W 1966 roku Paul został powołany do kadry na mistrzostwa świata 1966. Nie zagrał tam w żadnym meczu, a Niemcy wywalczyli wicemistrzostwo świata, po porażce w finale z Anglią. W drużynie narodowej nie rozegrał żadnego spotkania.